# آدریان اسپورل
آدریان اسپورل (انگلیسی: Adrián Spörle؛ زادهٔ ۱۳ ژوئیهٔ ۱۹۹۵) بازیکن فوتبال اهل آرژانتین است که در سال ۲۰۲۵ برای باشگاه بلگرانو در پست مدافع چپ یا هافبک چپ بازی می‌کند.
از باشگاه‌هایی که در آن بازی کرده است می‌توان به باشگاه فوتبال بانفیلد اشاره کرد.